# Le affinità elettive (miniserie televisiva)
Le affinità elettive è una miniserie televisiva del 1979 diretto da Gianni Amico e interpretato da Francesca Archibugi, Veronica Lazar, Nino Castelnuovo e Paolo Graziosi. È la prima trasposizione italiana del romanzo omonimo di Wolfgang Goethe.

## Trama
Edoardo e Carlotta, due coniugi in età matura che vivono nella loro ricca tenuta di campagna, vengono turbati dall'arrivo del Capitano, vecchio amico di Edoardo, chiamato a ristrutturare la villa, lavori voluti da Carlotta. Dal collegio giunge anche Ottilia, giovane figliastra di Carlotta. I quattro vivono in amicizia, ma Ottilia, bella e maliziosa, attrae Edoardo che con lei tenta di rivivere una giovinezza ormai perduta. Anche Carlotta, però, non è indenne al fascino del Capitano. Ma mentre questi ultimi vivono razionalmente il loro rapporto, Edoardo e Ottilia vengono travolti dalla passione amorosa. Dopo la posa della prima pietra del nuovo padiglione estivo fatto costruire in prossimità delle rive del fiume, il Capitano decide di abbandonare gli amici poiché chiamato a nuovi incarichi in città, sostituito da un giovane architetto il quale, ignaro di tutto, comincia a fare una corte discreta a Ottilia, mentre Edoardo deve partire per la guerra.
Qualche tempo dopo, Carlotta si accorge di essere incinta dell'amante, e dopo la nascita il bambino, chiamato Ottone, viene fatto passare come figlio di Edoardo per salvaguardare il matrimonio. Ottilia rimane con lei per assisterla e un giorno, mentre accudisce Ottone, viene raggiunta da Edoardo rientrato vittorioso dalle battaglie sostenute il quale si accorge, grazie alla straordinaria somiglianza, che Ottone in realtà è figlio suo. Ottilia, sconvolta dalla rivelazione, quando si accinge a tornare alla villa in barca si fa sfuggire dalle mani il bambino che annega nel fiume. Carlotta, distrutta dall'accaduto, costringe Ottilia a trasferirsi presso una amica, ma lei, addossandosi tutte le colpe, si lascia morire di inedia e, subito dopo, anche Edoardo trova la morte per un colpo apoplettico. Compiuta la tragedia, il Capitano aiuta Carlotta a seppellire insieme i tre sventurati prima di lasciarla da sola per sempre nella villa.

## Luoghi di ripresa
La miniserie venne girata ad Appiano, in Alto Adige. Gli interni vennero girati nel Castel Ganda, Castel Thalegg e nel Castel Englaro.